# Сети мобильной телефонной связи в Беларуси
В Беларуси услуги мобильной телефонной связи оказывают три компании-оператора, работающих под брендами А1, МТС и life:), а также инфраструктурный оператор beCloud.
Услуги сотовой подвижной электросвязи охватывают не менее 99,3 % территории республики, на которой проживает порядка 99,9 % населения.

## История развития мобильных сетей

### NMT-450
Начало массовой мобильной связи в Беларуси было положено компанией «БелСел», сеть которой заработала 7 мая 1993 года. Вначале в Минске было всего 4 базовые станции: на улице Золотая Горка, в «спальных» районах Минска — в Зелёном Луге, Серебрянке и на Западе. Со временем сотовая связь появилась во всех областных центрах. Первыми городами, охваченными мобильной связью, стали Новополоцк, Бобруйск, Барановичи, Жлобин и Борисов.
Использование белорусской сети NMT-450 было прекращено в марте 2006 года

### CDMA2000
В 2003 году «БелСел» приступил к коммерческой эксплуатации сети стандарта cdma2000 на оборудовании Huawei Technologies под брендом Diallog.
В марте 2006 Diallog полностью завершил перевод сотовой связи стандарта NMT-450 в стандарт IMT-MC-450 (cdma2000).
В 0:00 24 января 2014 года компания «Белсел» отключила CDMA-сеть из-за отказа Минсвязи в продлении лицензии на осуществление деятельности в области связи.

### GSM (2G)
В 1997 году Министерство связи объявило международный тендер на первую лицензию в стандарте GSM. На первом этапе заинтересованность выразили 9 претендентов, но участие в торгах приняло только 2 компании: датская Teledanmark и российская «Русская телекоммуникационная компания». В октябре 1997 года конкурс был закрыт без победителя «в связи с отсутствием предложений, приемлемых для Республики Беларусь».
Между февралём и июнем 1998 года в Минске заработала первая тестовая сеть GSM. Инициатором пробного пуска стал белорусский дилер Siemens — фирма «Связьинформсервис».
В декабре 1997 года был объявлен новый тендер. В феврале 1998 года Минсвязи подписало меморандум о взаимопонимании с компаниями SB Telecom и крупнейшим белорусским экспортёром оружия ЗАО «Белтехэкспорт». В мае 1998 года SB Telecom был официально определён в качестве соучредителя первого GSM-оператора. В уставном фонде зарегистрированного в июле кипрско-белорусского СП «Мобильная цифровая связь» SB Telecom досталась 69,9 %, «Белтехэкспорту» — 30 %, «Белтелекому» – 0,1 %. 16 апреля 1999 «МЦС» начал коммерческую эксплуатацию своей сети под брендом velcom.
В 2001 году Минсвязи провёл тендер на вторую лицензию GSM. На первом этапе в нем участвовало 13 претендентов, на втором — 5. Победителем была объявлена российская компания МТС, которая предложила самую большую сумму (лицензия ей обошлась в 21 млн долларов с учётом всех бонусов и дополнительных платежей) и лучшие условия инвестирования. 27 июня 2002 года оператор «МТС» начал коммерческую эксплуатацию своей сети.
В 2004 году Министерство связи и информатизации объявило международный тендер на третью лицензию GSM. В числе потенциальных участников торгов было около 10 компаний, в том числе российские «ВымпелКом», «Мегафон» и Tele2. В октябре 2004 руководство страны приняло решение о создании третьей сети сотовой связи стандарта GSM со стопроцентным государственным капиталом, а тендер был закрыт без объявления победителя.
Третий GSM-оператор («Белорусская сеть телекоммуникаций») был зарегистрирован 5 ноября 2004 года. Его учредителями стали «НИИ средств автоматизации» (75 %) и «Белтелеком» (25 %).  24 марта 2005 года компания получила лицензию на предоставление услуг связи стандарта GSM, а подключение абонентов началось в декабре 2005 года.

### UMTS (3G)
30 марта 2006 года velcom (А1) приступил к тестовой эксплуатации связи третьего поколения.
В апреле 2009 года министр связи и информатизации Николай Пантелей заявил о готовности выделить 3G-частоты трём операторам на территории Минска и Минской области". В ноябре 2009 года life:) приступил к оказанию услуг связи стандарта 3G, а с марта 2010 года — начал использовать сеть 3.75G (HSPA+). Коммерческий запуск сети 3G от velcom (А1) в Минске и Гомеле состоялся 17 марта 2010 года, МТС запустил 3G 26 мая 2010 года.
В феврале 2016 А1 и МТС запустили 3G-сети в диапазоне 900 МГц.
На 2020 год телекоммуникационные услуги 3G (в том числе до 3,75G) оказывают операторы life:), А1, МТС и Белтелеком в кооперации с МТС.

### LTE (4G)
16 октября 2010 года Государственная комиссия по радиочастотам приняла решение о разрешении МТС и life:) провести опытную эксплуатацию технологии LTE. Планировалось, что конкурс на право коммерческого использования LTE-радиочастот будет проведён до 1 сентября 2011 года.
В 2012 году в Минске и Гродно услуги беспроводного доступа в интернет посредством LTE-радиочастот оказывало белорусское отделение российской компании Yota — компания Йота-Бел. В июне 2012 года компания Yota ушла с белорусского рынка и прекратила предоставление доступа в интернет по технологии LTE.
Первый инфраструктурный оператор beCloud 17 декабря 2015 года запустил в коммерческую эксплуатацию сеть LTE Advanced в городе Минске. Поставщиком оборудования для LTE-сети стала компания Huawei.
Первоначально услугами высокоскоростного интернета со скоростью до 112 Мбит/с cмогли воспользоваться лишь абоненты МТС. В конце 2016 доступ к 4G-сети появился у абонентов мобильного оператора life:), а в марте 2019 - у абонентов А1.
К концу 2016 года компания beCloud пообещала покрыть все областные центры, а до конца 2020 — все райцентры с населением более 50 тысяч человек К маю 2018 года количество базовых станций LTE превысило одну тысячу..
В декабре 2019 года компания А1 объявила о стратегическом партнёрстве с инфраструктурным оператором beCloud по развитию мобильной связи стандарта 4G в Беларуси, которое рассчитано на 3 года. Начиная с 2020 года А1 предоставил часть своей инфраструктуры под базовые станции, а также транспортную сеть на основе гибридных, радиорелейных и оптоволоконных линий связи, чтобы 4G-сеть в частотном диапазоне 800 МГц стала доступна в сельской местности. Благодаря этому с августа 2020 года по сентябрь 2021 года зона покрытия сети 4G расширилась: в Гомельской области до 96,4 %, в Могилевской области до 81%, в Минской области до 89% , в Витебской области до 75%.

### 5G
12 ноября 2019 года в Вене при участии компании А1 между Австрией и Беларусью была подписана декларация, которая предусматривает помощь в области информационно-коммуникационных технологий для ускорения развития широкополосной связи и цифровых технологий, включая 5G.
23 января 2020 года компания МТС запустила тестовые зоны 5G-сети NSA в Минске на частотах в диапазоне 3600−3700 МГц. Демонстрационная зона работает на инфраструктуре оператора с использованием оборудования Huawei и Cisco.
27 февраля 2020 года в Китайско-Белорусском индустриальном парке «Великий камень» был подписан Меморандум о сотрудничестве, в рамках которого компания Huawei выступила поставщиком оборудования для строительства образцово-показательной зоны 5G.
22 мая 2020 года компания А1 в партнерстве ZTE запустила в тестовом режиме первую в стране сеть 5G SA (standalone) на Октябрьской площади в Минске, а 25 мая совершила первый в СНГ звонок с помощью технологии VoNR (Voice over New Radio) для пакетной передачи голоса в 5G. Тестовая 5G-сеть от А1 работает в диапазоне 3,5 ГГц.

### Другие сети
На белорусский рынок в начале 2009 года вышла австрийская международная телекоммуникационная компания «Капш КарриерКом АГ» (Kapsch CarrierCom AG). В марте 2009 года в Беларуси открылась дочерняя компания ИП «Капш» (строительство и развитие сетевой инфраструктуры мобильных операторов, провайдеров, а также решения на базе технологии GSM-R для Белорусской железной дороги).
В 2017 году А1 получил разрешение на коммерческий запуск первой в стране узкополосной сети NB-IoT, предназначенной для «интернета вещей». В начале 2018 года такое же разрешение получила компания МТС. По состоянию на 2019 год эта технология запущена в Минске и всех областных городах республики.

## Статистика
По состоянию на 1 апреля 2022 года в стране насчитывается 11,726 млн абонентов сотовой связи (проникновение – более 125 %).
| Год                           | 1993   | 1994      | 1995       | 1996   | 1997      | 1998   | 1999   | 2000   |
| ----------------------------- | ------ | --------- | ---------- | ------ | --------- | ------ | ------ | ------ |
| Абоненты мобильной связи      |        | 0,32 тыс. | 1,725 тыс. |        | 10,0 тыс. |        |        | 0,049  |
| Мобильное проникновение       |        |           |            |        |           |        |        | 1 %    |
| Год                           | 2001   | 2002      | 2003       | 2004   | 2005      | 2006   | 2007   | 2008   |
| Абоненты мобильной связи, млн | 0,140  | 0,456     | 1,106      | 2,430  | 4,098     | 5,960  | 6,960  | 8,128  |
| Мобильное проникновение       | 1 %    | 5 %       | 11 %       | 25 %   | 43 %      | 62 %   | 73 %   | 85 %   |
| Год                           | 2009   | 2010      | 2011       | 2012   | 2013      | 2014   | 2015   | 2016   |
| Абоненты мобильной связи, млн | 9,686  | 10,333    | 10,695     | 10,677 | 11,114    | 11,402 | 11,448 | 11,440 |
| Мобильное проникновение       | 102 %  | 109 %     | 113 %      | 113 %  | 117 %     | 120 %  | 121 %  | 120 %  |
| Год                           | 2017   | 2018      | 2019       | 2020   | 2021      |        |        |        |
| Абоненты мобильной связи, млн | 11,415 | 11,620    | 11,627     | 11,704 | 11,760    |        |        |        |
| Мобильное проникновение       | 120 %  | 123 %     | 124 %      | 125 %  | 127 %     |        |        |        |

По состоянию на конец 2021 года:
- у оператора МТС было 5,7 млн абонентов мобильной связи[28];
- у оператора А1 было 4,938 млн абонентов[29];
- у оператора life:) число абонентов — 1,5 млн[30].

| Абоненты, млн (доля на рынке) / год | 1999           | 2000                  | 2001           | 2002            | 2003            | 2004           |
| ----------------------------------- | -------------- | --------------------- | -------------- | --------------- | --------------- | -------------- |
| А1                                  | 0,006          | 0,026 (60,5 %)        | 0,12           | 0,4 (87 %)      | 0,62 (56,8 %)   | 1,135 (46,6 %) |
| МТС                                 | -              | -                     | -              | 0,04 (9 %)      | 0,385 (42 %)    | 1,2            |
| БелСел                              |                |                       | 0,018 (3 кв)   |                 | 0,015 (2 %)     |                |
| Абоненты, млн (доля на рынке) / год | 2005           | 2006                  | 2007           | 2008            | 2009            | 2010           |
| А1                                  | 1,885 (46,1 %) | 2,360 (45,8 %) (2 кв) | 3,059 (43,4 %) | 3,698 (44,8 %)  | 4,102 (42,7 %)  | 4,354 (41,9 %) |
| МТС                                 | 2,0            |                       |                | 4,3             | 4,6             | 4,7            |
| life:)                              | 0,001          | 0,067                 | 0,182          | 0,2             | 1,2             | 1,5            |
| БелСел                              |                |                       | 0,093          | 0,099           | 0,132           | 0,196          |
| Абоненты, млн (доля на рынке) / год | 2011           | 2012                  | 2013           | 2014            | 2015            | 2016           |
| А1                                  | 4,620 (41,1 %) | 4,800 (43,5 %)        | 4,947 (42,5 %) | 4,950 (42,4 %)  | 4,956 (42,5 %)  | 4,945 (43,2 %) |
| МТС                                 | 4,9            | 5,2                   | 5,4            |                 |                 | 5,2 (44,27%)   |
| life:)                              | 1,8            | 1,0                   | 0,8            |                 |                 | 1,6 (13,6%)    |
| БелСел                              |                |                       | 0,005          | -               | -               | -              |
| Абоненты, млн (доля на рынке) / год | 2017           | 2018                  | 2019           | 2020            | 2021            |                |
| А1                                  | 4,864 (42,5 %) | 4,873 (41,9 %)        | 4,89 (41,8 %)  | 4,916 (40,91 %) | 4,938 (40,68 %) |                |
| МТС                                 | 5,29 (46 %)    | 5,506 (47,4 %)        | 5,6 (46,71 %)  | 5,7 (47,44 %)   | 5,7 (46,96 %)   |                |
| life:)                              | 1,26 (11 %)    | 1,239 (10,7 %)        | 1,5 (12,51 %)  | 1,4 (11,65 %)   | 1,5 (12,36 %)   |                |

Связь в стране по итогам 2020 года обеспечивают более 34,4 тысячи базовых станций.
На 26 апреля 2022 года в стране по технологии LTE работает почти 2,4 тысячи базовых станций в диапазоне 1800 МГц, почти 1,5 тысячи базовых станций в диапазоне 2600 МГц и более 1,4 тысяч базовых станций в диапазоне 800 МГц.